# 지젤 번천
지젤 캐롤라인 번천(브라질 포르투갈어: Gisele Caroline Bündchen 지젤리 카롤리니 빙쳉, 1980년 7월 20일 ~ )은 브라질의 모델이다.

## 생애
브라질 남부의 히우그란지두술주에서 태어났으며, 독일 출신 이민의 후손이다. 어린 시절 상파울루에서 모델 활동을 시작해, 1996년 미국 뉴욕으로 옮겨 본격적인 활동을 하였다. 1999년 보그의 표지모델로 등장한 이후 패션 모델로 이름을 떨쳤다. 패션 관련 광고는 물론이고 여러 유명 업체의 광고 모델로도 활동했으며 영화에도 출연한 경력이 있다. 또한 빅토리아 시크릿의 간판 모델로 활동하였다.
2008년 5월, 미국의 경제 전문지 포브스 지는 지젤 번천의 연간 수입이 3,500만 미국달러(당시 환율로 약 351억 원)에 이르러, 세계에서 가장 수입이 많은 모델이라고 보도하였다.
배우 레오나르도 디카프리오와 오랜기간 교제하며 한때 연인 관계였지만 디카프리오와 결별한 이후, 미식축구 선수 톰 브래디와 교제 중인 것으로 알려졌다. 그 후 번천과 브래디는 2009년 2월 정식으로 결혼식을 올렸고, 그해 12월 아들 벤자민 레인 브레디를 출산했으며, 2012년 12월에 딸 비비안 레이크 브래디를 출산했다. 대변인 패트리샤 번천은 2015년 3월 18일 성명에서 지젤 번천이 모델 데뷔 20년만에 은퇴한다고 발표했다.